# Leucochrysa (Nodita) ramosa
Leucochrysa (Nodita) ramosa is een insect uit de familie van de gaasvliegen (Chrysopidae), die tot de orde netvleugeligen (Neuroptera) behoort(nu niet meer)ŗ
Leucochrysa (Nodita) ramosa is voor het eerst wetenschappelijk beschreven door Navás in 1917.